# Eloise Vanstaen
Eloise Vanstaen is een Belgisch voormalig acro-gymnaste. 

## Levensloop
Op het EK van 2009 behaalde ze samen met Corinne Van Hombeeck en Maaike Croket brons in de disciplines 'tempo' en 'balans' bij de 'dames trio' .